# Kurkse väin
Kurkse väin (též Kurksi väin, česky Kurkský průliv) je průliv oddělující ostrovy Pakri od pevninské části Estonska.
Kurkse väin se táhne východozápadním směrem. Má šířku přibližně 4 km, délku 10 km a hloubku 1,5 až 2 m. Od jihozápadu ústí do průlivu řeka Vihterpalu.
Průliv je znám jako dějiště „Kurkské tragédie“, která se odehrála 11. září 1997. Výzvědná jednotka Baltského mírového pluku (Balti rahuvalvepataljon) o 22 mužích v rámci cvičení „Bídný život“ (Vilets elu) dostalo rozkaz překročit Kurkský průliv v plné polní, a 14 vojáků při přechodu průlivu utonulo.